# Хайнрих фон Щолберг
Хайнрих (X) цу Щолберг (на немски: Heinrich zu Stolberg; * 2 януари 1509, дворец Щолберг в Харц; † 12 ноември 1572, Щолберг) от фамилията Щолберг е граф на Щолберг-Вернигероде.

## Биография
Той е четвъртият син на граф Бото цу Щолберг (1467 – 1538) и съпругата му графиня Анна фон Епщайн-Кьонигщайн (1481 – 1538), дъщеря на граф Филип I фон Епщайн-Кьонигщайн († 1480/1481) и втората му съпруга графиня Луиза де Ла Марк († 1524).
Няколко години Хайнрих учи в двора на дядото на майка му граф Еберхард III фон Епщайн-Кьонигщайн (1425 – 1466) в Кьонигщайн в Таунус. От ноември 1525 г. следва в университета в Лайпциг заедно с брат му Албрехт Георг. През 1538 г. той става домхер в Халберщат, от 1542 г. е катедрален дехан в манастир Кьолн.
Присъединява се към идеиите за реформация и активно помага на архиепископ Херман V фон Вид и затова през 1546 г. двамата са свалени от папа Павел III.

## Фамилия
Хайнрих се жени на 3 ноември 1556 г. в Кведлинбург за графиня Елизабет фон Глайхен-Рембда (* 1530; † 26 юни 1578), дъщеря на граф Хектор I фон Глайхен-Рембда. Те имат четири деца:
- Бото (1559 – 1583)
- Лудвиг Георг (1562 – 1618), женен I. 1589 г. за Сара фон Мансфелд-Хинтерорт (1563 – 1591), II. 1596 г. за Анна Мария фон Кирбург-Мьорхинген (1576 – 1620)
- Анна (1565 – 1601), абатиса на Кведлинбург като Анна III (1584 – 1601)
- Христоф (1567 – 1638), женен 1592 г. за Хедвиг фон Регенщайн-Бланкенбург (1572 – 1634)